# Brian J. Smith
Brian Jacob Smith (Allen, 12 ottobre 1981) è un attore statunitense.

## Biografia
Brian Jacob Smith nasce ad Allen, nel Texas. Dopo gli studi presso il Quad C Theatre del Collin Community College a Plano, in Texas, Smith si laurea alla Juilliard School Drama Division di New York.
Nel 2005 interpreta Trey, un uomo gay di fronte all'intolleranza del figlio di un predicatore fondamentalista, in Hate Crime, un film indipendente presentato a diversi festival di cinema a tematica omosessuale in giro negli Stati Uniti. Smith ha anche interpretato ruoli nei film indipendenti Red Hook e The War Boys. Nel 2008 ha recitato a Broadway nella commedia Come Back, Little Sheba nel ruolo di Turk.
Smith è conosciuto principalmente come il tenente Matthew Scott, un ruolo da protagonista nella serie televisiva del 2009 Stargate Universe.
Dal 2015 al 2018 è stato uno dei protagonisti della serie Netflix Sense8, dove ha interpretato il ruolo di un poliziotto di Chicago, Will Gorski
Nel 2021 interpreta Berg nel quarto capitolo di Matrix, Matrix Resurrections.

### Vita privata
Il 16 novembre 2019 l'attore fa coming out, dichiarando la sua omosessualità attraverso le pagine di Attitude Magazine.

## Filmografia

### Cinema
- Hate Crime, regia di Tommy Stovall (2005)
- The War Boys, regia di Ron Daniels (2009)
- Red Hook, regia di Elizabeth Lucas (2009)
- Matrix Resurrections (The Matrix Resurrections), regia di Lana Wachowski (2021)

### Televisione
- Law & Order - I due volti della giustizia (Law & Order) – serie TV, episodio 19x13 (2009)
- Stargate Universe – serie TV, 40 episodi (2009-2011)
- Poirot (Agatha Christie's Poirot) – serie TV, episodio 12x04 (2010)
- Red Faction: Origins, regia di Michael Nankin – film TV (2011)
- Gossip Girl – serie TV, 6 episodi (2011)
- Warehouse 13 – serie TV, episodio 4x03 (2012)
- Person of Interest - serie TV, episodio 2x10 (2012)
- Coma, regia di Mikael Salomon – miniserie TV (2012)
- The Good Wife – serie TV, episodio 4x06 (2012)
- Defiance – serie TV, episodio 1x08 (2013)
- Blue Bloods – serie TV, episodio 21x03 (2013)
- Quantico – serie TV, episodio 1x01 (2015)
- Sense8 – serie TV, 23 episodi (2015-2018)
- World on Fire – miniserie TV, 6 episodi (2019)
- Treadstone – serie TV, 10 episodi (2019)

## Doppiatori Italiani
Nelle versioni in italiano delle opere in cui ha recitato, Brian J. Smith è stato doppiato da:
- Stefano Crescentini in Stargate Universe, Sense8, Class of '09
- Mirko Mazzanti in Gossip Girl
- Flavio Aquilone in Person of Interest
- David Chevalier in Quantico
- Gabriele Lopez in The Good Wife
- Nanni Baldini in Blue Bloods
- Roberto Certomà in Treadstone
- Alessandro Rigotti in Matrix Resurrections